# J.B. Ghuman Jr.
J.B. Ghuman Jr., eg. Jasbir Singh Ghuman Jr.. Född 20 december 1980 i Miami Beach, Florida, USA, är en amerikansk skådespelare.

## Filmografi
- 2008 – Confessions of an Action Star
- 2008 – Dakota Skye
- 2006 – Bickford Shmeckler's Cool Ideas
- 2005 – Starcrossed
- 2005 – Sledge: The Untold Story
- 2004 – Soccer Dog: European Cup
- 2004 – D.E.B.S
- 2003 – Love Don't Cost a Thing
- 2003 – The Beat

J.B. har även medverkat i serier som CSI och Scrubs.

## Fotnoter
1. ↑  Česko-Slovenská filmová databáze, 2001, ČSFD person-ID: 39202.[källa från Wikidata]